# 수법
수법은 가장 효율적으로 돌을 활동시킨 착수 또는 '착수의 방법'이다. 일정한 모양이나 특정 국면에서 바둑 기술을 쓰거나 수를 도모하는 방법이다.